# Bernd Lhotzky
Bernd Lhotzky (* 11. Dezember 1970 in Tegernsee) ist ein deutscher Jazzpianist und Komponist.

## Leben und Wirken
Lhotzky wurde als Sohn eines deutschen Vaters und einer französischen Mutter geboren. Sein Urgroßvater war der Schriftsteller Heinrich Lhotzky (1859–1930). Bereits mit 17 Jahren – als bester Bewerber seines Fachs – wurde er am Münchner Konservatorium aufgenommen, das er neben dem Gymnasium besuchte. Er studierte Komposition bei Paul Engl sowie Klavier bei Michael Leslie, Franz Massinger, Gottfried Hefele und Henri Chaix.
Er gilt heute weltweit als einer der kompetentesten Vertreter des klassischen Jazz-Pianos. Er wird regelmäßig zum „International Stride Piano Summit“ im Rahmen des Festivals Jazz in July nach New York sowie zur Arbors Records Jazz Party nach Clearwater im US-Bundesstaat Florida eingeladen. Mit Dick Hyman spielte er das viel beachtete Album Stridin’ the Classics ein. Er gehört zu den Echoes of Swing, zu Three’s a Crowd (mit Frank Roberscheuten und Shaunette Hildabrand) und tritt auch regelmäßig im Klavierduo mit Chris Hopkins auf, 2023 mit Colin Dawson (Trompete), Nina Plotzki (Gesang), Claus Koch (Saxophon) und Oliver Mewes (Bass) im Quintett Because of Swing.
Darüber hinaus schrieb Bernd Lhotzky die Soundtracks zu einigen deutschen Kurzfilmen.

## Auszeichnungen
2001 wählte die Londoner Zeitschrift Piano Lhotzkys CD Stridewalk – neben CDs von Lang Lang, Grigori Sokolow und Keith Jarrett – zu einem der besten zehn Klavieralben des Jahres. Dieselbe CD zeichnete das Apéro-Team vom Schweizer Radio DRS als eine der 12 besten Jazz-Produktionen des Jahres 2000 aus. Außerdem erhielt er den „Prix de L’Académie du Jazz“, den Tassilo-Preis der Süddeutschen Zeitung (2008) sowie mehrfach den „Grand Prix du Disque de Jazz“ des Hot Club de France (1998 und 2007). Das Album message from Mars (mit Oliver Mewes, Colin T. Dawson, Chris Hopkins) wurde 2011 in die Vierteljahres-Bestenliste des Preises der deutschen Schallplattenkritik aufgenommen. Das Album As an Unperfect Actor mit Birgit Minichmayr wurde 2021 von BR-Klassik als „Jazzalbum des Monats“ ausgezeichnet und in der Rubrik „Grenzgänger“ in die Vierteljahresliste des Preis der deutschen Schallplattenkritik aufgenommen.

## Diskographie (Auswahl)
- Stridin’ High, 1998 (mit Ralph Sutton)
- Stridewalk, 2000 (solo)
- Tandem, 2005 (mit Chris Hopkins)
- Stridin’ the Classics, 2005 (mit Dick Hyman)
- Piano Portrait, 2006 (solo)
- Sophisticated, 2009 (mit Colin T. Dawson)
- Doin’ the Voom Voom, 2009 (mit Duke Heitger)
- Black Butterfly, 2011 (solo)
- Partners in Crime, 2012 (mit Chris Hopkins)
- Echoes of Swing: Message from Mars (2012, Preis der deutschen Schallplattenkritik, Prix de l’Académie du Jazz, mit Colin T. Dawson, Chris Hopkins, Oliver Mewes)
- Echoes of Swing: BIX – A Tribute to Bix Beiderbecke (2016, mit Colin T. Dawson, Chris Hopkins, Oliver Mewes sowie Shannon Barnett, Henning Gailing, Mulo Francel, Pete York)
- "This and That" 2016 (mit Rebecca Kilgore)
- Guillaume Nouaux & The Stride Piano Kings, 2020
- Birgit Minichmayr As an Unperfect Actor. Nine Shakespeare Sonnets 2021 (mit Quadro Nuevo)